# Henri Depireux
Henri Depireux (Luik, 1 februari 1944 – Wezet, 8 april 2022) was een Belgisch trainer en voetballer. 

## Carrière
Als speler kende hij zijn grootste successen met Standard Luik waarmee hij driemaal kampioen werd en de kwartfinale haalde van de Europese beker voor Landskampioenen (door onder meer Real Madrid te verslaan). Depireux speelde tweemaal voor het Belgisch voetbalelftal.
Depireux trainde ongeveer twintig clubs in onder meer België, Frankrijk, Zwitserland, Portugal en vooral het Afrikaanse continent.
Als bondscoach loodste Depireux Kameroen naar het WK van 1998, maar hij nam ontslag nog voor het toernooi begon wegens een dispuut met de voetbalbond. In 2007 was hij ook een tijdje bondscoach van Congo.
Zijn laatste job als trainer was bij KV Woluwe-Zaventem in 2019 op 75-jarige leeftijd.